# Live with Me
Live with Me är en låt av The Rolling Stones från deras studioalbum Let It Bleed som lanserades den 5 december 1969. Sången är skriven av Mick Jagger och Keith Richards och det är en av två låtar på albumet där Mick Taylor medverkar på gitarr. Det var även den första låten där saxofonisten Bobby Keys medverkar. Keys har sedan dess medverkat på många av gruppens låtar. Både Leon Russell och Nicky Hopkins bidrar med pianospel. Texten beskriver med mycket ironi och humor en dekadent tillvaro. I refrängen ges ett underförstått erbjudande till en kvinna om att bygga ett hem för tre personer: 
| ” | Come on now, honey, We can build a home for three, Come on now, honey, Don't you wanna live with me? | „ |

Konsertversioner finns på albumen Get Yer Ya Ya's Out (1970) och No Security (1998). Sången framfördes live tillsammans med Christina Aguilera vid inspelningarna till konsertfilmen Shine a Light.